# Nicholas Aylward Vigors
Nicolás Aylward Vigors ( 1785 – 26 de octubre de 1840) fue un zoólogo y político irlandés.
Los Vigors vivieron en Leighlin Viejo, Condado Carlow. Estudió en la Universidad de la Trinidad, en Oxford. Sirvió en el ejército durante la Guerra Peninsular de 1809 a 1811 y después regresó a Oxford, graduándose en 1817. Fue cofundador de la Sociedad Zoológica de Londres en 1826, y ocupó la primera secretaría hasta 1833. Fue también miembro de la Sociedad Linneana y de la Sociedad Real.
Autor de 40 trabajos, principalmente sobre ornitología, escribió el texto de John Gould's: A Century of Birds from the Himalaya Mountains (1830–32) y describió el género Struthio de avestruz.

## Otras publicaciones
- An inquiry into the nature and extent of poetic licence. Mackinlay & Bensley, Londres 1810
- Vigors, N.A. (1825). «Observations on the Natural Affinities that connect the Orders and Families of Birds». Transactions of the Linnean Society of London (en inglés). 14(3) pp.395-517. London (Londres): Richard Taylor. Disponible en Biodiversitas Heritage Library. ISSN 1945-9335.
- Vigors, N.A. (1825). «Sketches in ornithology; or, observations on the leading affinities of some of the more extensive groups of birds. On the arrangements of the genera of Birds». The Zoological Journal (en inglés). Vol. 2 de enero, 1825, a abril, 1826 pp. 391-405. London (Londres): W.Phillips. Disponible en Biodiversitas Heritage Library.
- A statement of persecutions on the part of certain Tory landlords in the County of Carlow. Ridgways, Londres 1836

## Abreviatura (zoología)
La abreviatura Vigors  se emplea para indicar a Nicholas Aylward Vigors como autoridad en la descripción y taxonomía en zoología.